# 阿忒
阿忒是希腊神话中的一位古老的女神，是邪恶和谬误的化身。她是天父宙斯和不和女神厄里斯的女儿。能使人和神在短时间内精神错乱、失去理智而把事情办坏。
荷马史诗《伊利亚特》第19卷中描述，有一次在天后赫拉的唆使下，阿忒让宙斯精神错乱使他在无意中承诺，让珀耳修斯的后代成为人间最伟大、最强而有力的英雄，未来将会统治整个迈锡尼。结果却导致他的儿子赫拉克勒斯去为懦弱无能的欧律斯透斯服役。后来宙斯发现上了当，一气之下就把阿忒从奥林匹斯山上推了下去，掉落在佛律癸亚的厄洛耳山上。从此再也不让阿忒回到奥林匹斯山，她也永远失去了控制神的权力。但是她仍然保有控制凡人的权力，使人做出一些愚蠢的判断。这也就是人间一直存在邪恶和谬误的原因。
以她的名字命名的是第111颗被人类发现的小行星—苟神星（Ate）。